# Temescal Valley
Temescal Valley est une census-designated place du comté de Riverside, dans l'État de Californie, aux États-Unis,. En 2020, elle compte une population de 26 232 habitants.